# Catagogonías
Las catagogonías eran una fiestas que se celebraban anualmente el 22 de enero en la ciudad de Éfeso.
Los hombres, en el transcurso de las catagogonías, se entregaban a toda clase de excesos, corriendo por las calles armados de garrotes y vestidos con trajes antiguos y llevándose, bajo pretextos religiosos, a las mujeres que hallaban al paso, insultando a los transeúntes y asesinando a sus enemigos.